# Terrible Lie
Terrible Lie es una canción de Nine Inch Nails, lanzada en su disco debut Pretty Hate Machine.

## Canción
Es la segunda pista del disco Pretty Hate Machine y se encuentra unida a la primera pista Head Like a Hole. Es una canción que se encuentra presente en casi todos los conciertos de Nine Inch Nails desde su debut en vivo. Siempre es tocada al inicio de los conciertos, junto a la canción Sin, lo que se demuestra en el DVD And All That Could Have Been.